# 줄리엣

프랭크 딕시가 묘사한 로미오와 줄리엣의 발코니 장면 (1884)

줄리엣(Juliet)은 윌리엄 셰익스피어의 비극 《로미오와 줄리엣》의 여자 주인공이다. 13세 소녀 줄리엣은 카풀레티 가문의 외동딸이다. 줄리엣은 몬테치 가문의 일원인 남자 주인공 로미오와 비밀리에 사랑에 빠진다.

## 줄리엣을 연기한 인물
- 페기 애시크로프트
- 노마 시어러
- 아드리아나 카셀로티
- 주디 덴치
- 올리비아 핫세
- 니암 쿠삭
- 클레어 데인스
- 구구 음바타로
- 헤일리 스타인펠드
- 디피카 파두콘
- 테리사 파머